# Ammurin
Ammurin (arab. عمورين) – miejscowość w Syrii, w muhafazie Hama. W 2004 roku liczyła 1145 mieszkańców.